# Linha Azul do Metrô de Montreal

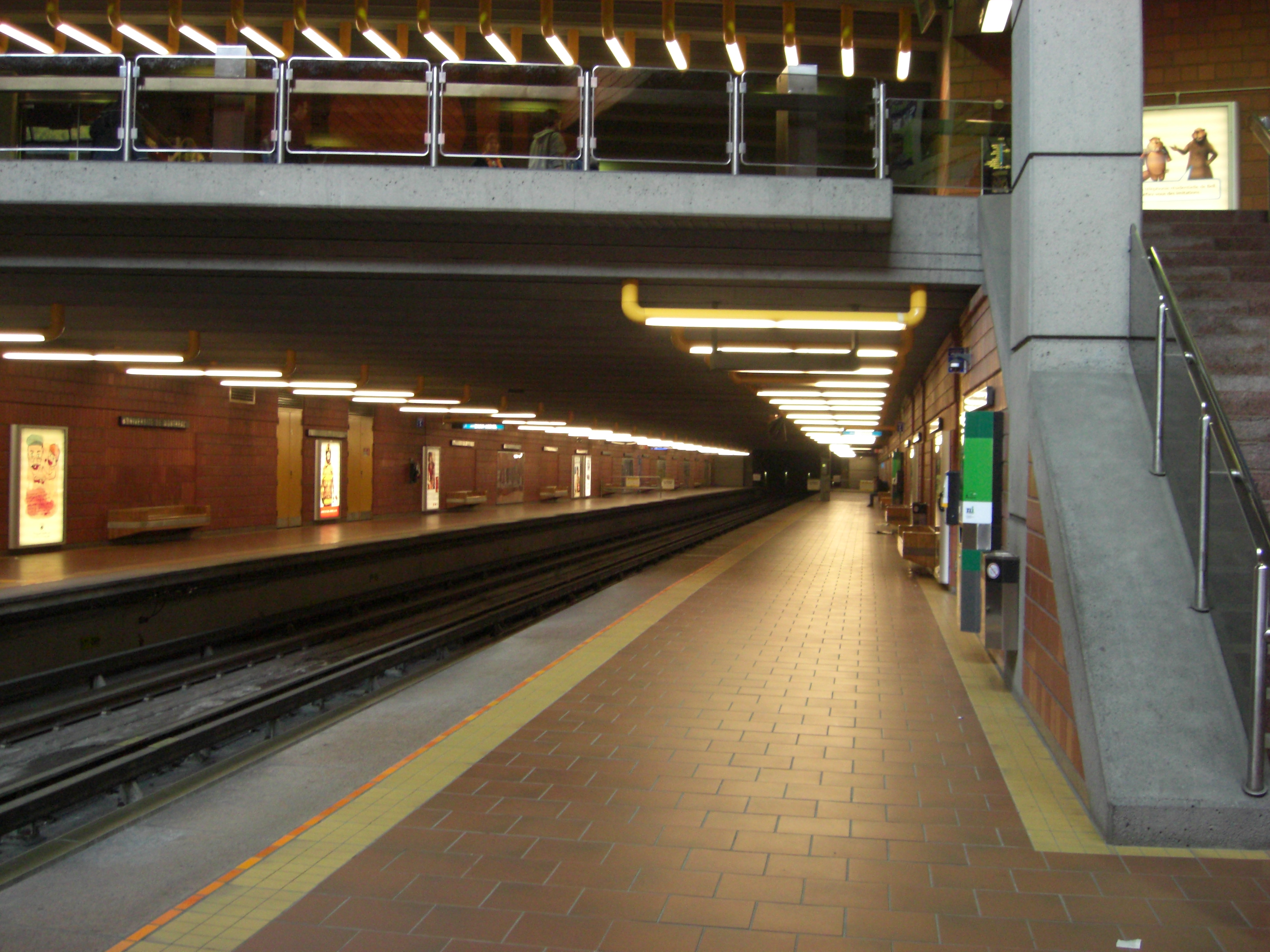
Estação Université
Linha Azul

A Linha Azul - 5  é uma das quatro linhas do Metro de Montreal que servem a cidade de Montreal.

## Estações
| Nome                   | Inauguração           | Distrito                                                         | Integração | Posição     | Latitude      | Longitude     |
| ---------------------- | --------------------- | ---------------------------------------------------------------- | ---------- | ----------- | ------------- | ------------- |
| Snowdon                | 04 de janeiro de 1988 | Côte-des-Neiges–Notre-Dame-de-Grâce                              |            | Subterrânea | 45° 29' 08" N | 73° 37' 41" O |
| Côte-des-Neiges        | 04 de janeiro de 1988 | Côte-des-Neiges–Notre-Dame-de-Grâce                              | -          | Subterrânea | 45° 29' 48" N | 73° 37' 24" O |
| Université-de-Montréal | 04 de janeiro de 1988 | Côte-des-Neiges–Notre-Dame-de-Grâce                              | -          | Subterrânea | 45° 30' 12" N | 73° 37' 03" O |
| Édouard-Montpetit      | 04 de janeiro de 1988 | Côte-des-Neiges–Notre-Dame-de-Grâce                              | -          | Subterrânea | 45° 30' 36" N | 73° 36' 45" O |
| Outremont              | 04 de janeiro de 1988 | Outremont                                                        | -          | Subterrânea | 45° 31' 13" N | 73° 36' 54" O |
| Acadie                 | 28 de março de 1988   | Mont-Royal                                                       | -          | Subterrânea | 45° 31' 24" N | 73° 37' 24" O |
| Parc                   | 15 de junho de 1987   | Villeray–Saint-Michel–Parc-Extension                             | -          | Subterrânea | 45° 31' 49" N | 73° 37' 26" O |
| De Castelnau           | 16 de junho de 1986   | Villeray–Saint-Michel–Parc-Extension                             | -          | Subterrânea | 45° 32' 07" N | 73° 37' 12" O |
| Jean-Talon             | 16 de junho de 1986   | Villeray–Saint-Michel–Parc-Extension / Rosemont–La Petite-Patrie |            | Subterrânea | 45° 32' 20" N | 73° 36' 51" O |
| Fabre                  | 16 de junho de 1986   | Villeray–Saint-Michel–Parc-Extension / Rosemont–La Petite-Patrie | -          | Subterrânea | 45° 32' 52" N | 73° 36' 26" O |
| D'Iberville            | 16 de junho de 1986   | Villeray–Saint-Michel–Parc-Extension                             | -          | Subterrânea | 45° 33' 13" N | 73° 36' 07" O |
| Saint-Michel           | 16 de junho de 1986   | Villeray–Saint-Michel–Parc-Extension                             | -          | Subterrânea | 45° 33' 35" N | 73° 36' 00" O |